# Scaramouche (film din 1963)
Scaramouche (titlul original: în spaniolă La máscara de Scaramouche) este un film de capă și spadă, o comedie coproducție franco-hispano-italiană, realizat în 1963 de regizorul Antonio Isasi-Isasmendi, 
după romanul omonim a scriitorului Rafael Sabatini, protagoniști fiind actorii Gérard Barray, Michèle Girardon, Yvette Lebon și Gianna Maria Canale. 

## Conținut
Tocmai la timp pentru carnaval, trupa de jonglerie din anturajul lui Scaramouche și-a amenajat scena la Paris. Scaramouche are o inimă larg deschisă pentru femei frumoase. Într-o zi, primește o vizită de la marchizul de Souchil, care îi pune întrebări ciudate despre trecutul său. Puțin mai târziu, de Souchil este găsit ucis iar Scaramouche este cel suspectat. Reușește să fugă și vrea să afle de unul singur care era secretul lui Souchil. Începe un joc de-a șoarecele și pisica...

## Distribuție
- Gérard Barray – Robert Lafleur alias Scaramouche
- Michèle Girardon – Diane, filleule du Marquis de Souchil
- Yvette Lebon – Alice de Popignan
- Gianna Maria Canale – Suzanne
- Alberto de Mendoza – Marquis de Latour
- Gonzalo Canas – Pierrot
- Georges Rigaud – le duc de Lacoste
- Rafael Duran – Monsieur Duvallon
- Jose Bruguera – le marquis de Souchil
- Antonio Gradoli – l'abbé Vincent
- Fernando Montes – Chabert
- Ángel Álvarez – l'envoyé de Latour
- Andres Mejuto – Monsieur de Villancourt

## Melodii din film
- Les Comédiens de Charles Aznavour, text de Jacques Plante interpretată de Jacqueline François